# Yves Jumeau
Yves Jumeau es un artista francés, nacido el 7 de agosto de 1955 en Le Mans. Artista de instalaciones, escultor y fundidor de vidrio.
Una parte de su producción está basada en el concepto de cristalización. Éste consiste en la recuperación de objetos cotidianos al modo del ready-made duchampiano, que son recubiertos o adornados con cristal fundido de colores.